# GIPC1
GIPC1 (GIPC familija koja sadrži PDZ domen, član 1) je protein koji je kod ljudi kodiran GIPC1 genom.

## Interakcije
formira interakcije sa Beta-1 adrenergičkim receptorom, , , , , , , Aktinin, alfa 1, , , ,  i MYO6.

## Literatura
- Katoh M (2002). „GIPC gene family (Review).”. Int. J. Mol. Med. 9 (6): 585—9. PMID 12011974.
- Hasson T (2004). „Myosin VI: two distinct roles in endocytosis.”. J. Cell. Sci. 116 (Pt 17): 3453—61. PMID 12893809. doi:10.1242/jcs.00669.
- Gress TM; Müller-Pillasch F; Geng M;  . (1996). „A pancreatic cancer-specific expression profile.”. Oncogene. 13 (8): 1819—30. PMID 8895530.
- De Vries L; Elenko E; Hubler L;  . (1997). „GAIP is membrane-anchored by palmitoylation and interacts with the activated (GTP-bound) form of G alpha i subunits.”. Proc. Natl. Acad. Sci. U.S.A. 93 (26): 15203—8. PMC 26381 . PMID 8986788. doi:10.1073/pnas.93.26.15203.
- Bunn RC, Jensen MA, Reed BC (1999). „Protein interactions with the glucose transporter binding protein GLUT1CBP that provide a link between GLUT1 and the cytoskeleton.”. Mol. Biol. Cell. 10 (4): 819—32. PMC 25204 . PMID 10198040.
- Wang LH, Kalb RG, Strittmatter SM (1999). „A PDZ protein regulates the distribution of the transmembrane semaphorin, M-SemF.”. J. Biol. Chem. 274 (20): 14137—46. PMID 10318831. doi:10.1074/jbc.274.20.14137.
- Cai H, Reed RR (1999). „Cloning and characterization of neuropilin-1-interacting protein: a PSD-95/Dlg/ZO-1 domain-containing protein that interacts with the cytoplasmic domain of neuropilin-1.”. J. Neurosci. 19 (15): 6519—27. PMID 10414980.
- Gotthardt M; Trommsdorff M; Nevitt MF;  . (2000). „Interactions of the low density lipoprotein receptor gene family with cytosolic adaptor and scaffold proteins suggest diverse biological functions in cellular communication and signal transduction.”. J. Biol. Chem. 275 (33): 25616—24. PMID 10827173. doi:10.1074/jbc.M000955200.
- Gao Y, Li M, Chen W, Simons M (2000). „Synectin, syndecan-4 cytoplasmic domain binding PDZ protein, inhibits cell migration.”. J. Cell. Physiol. 184 (3): 373—9. PMID 10911369. doi:10.1002/1097-4652(200009)184:3<373::AID-JCP12>3.0.CO;2-I.
- Von Kap-Herr C; Kandala G; Mann SS;  . (2000). „Assignment of PDZ domain-containing protein GIPC gene (C19orf3) to human chromosome band 19p13.1 by in situ hybridization and radiation hybrid mapping.”. Cytogenet. Cell Genet. 89 (3-4): 234—5. PMID 10965131. doi:10.1159/000015621.
- Lou X; Yano H; Lee F;  . (2001). „GIPC and GAIP form a complex with TrkA: a putative link between G protein and receptor tyrosine kinase pathways.”. Mol. Biol. Cell. 12 (3): 615—27. PMC 30968 . PMID 11251075.
- Liu TF, Kandala G, Setaluri V (2001). „PDZ domain protein GIPC interacts with the cytoplasmic tail of melanosomal membrane protein gp75 (tyrosinase-related protein-1).”. J. Biol. Chem. 276 (38): 35768—77. PMID 11441007. doi:10.1074/jbc.M103585200.
- Ligensa T; Krauss S; Demuth D;  . (2001). „A PDZ domain protein interacts with the C-terminal tail of the insulin-like growth factor-1 receptor but not with the insulin receptor.”. J. Biol. Chem. 276 (36): 33419—27. PMID 11445579. doi:10.1074/jbc.M104509200.
- Tani TT, Mercurio AM (2001). „PDZ interaction sites in integrin alpha subunits. T14853, TIP/GIPC binds to a type I recognition sequence in alpha 6A/alpha 5 and a novel sequence in alpha 6B.”. J. Biol. Chem. 276 (39): 36535—42. PMID 11479315. doi:10.1074/jbc.M105785200.
- Blobe GC; Liu X; Fang SJ;  . (2001). „A novel mechanism for regulating transforming growth factor beta (TGF-beta) signaling. Functional modulation of type III TGF-beta receptor expression through interaction with the PDZ domain protein, GIPC.”. J. Biol. Chem. 276 (43): 39608—17. PMID 11546783. doi:10.1074/jbc.M106831200.
- Awan A; Lucic MR; Shaw DM;  . (2002). „5T4 interacts with TIP-2/GIPC, a PDZ protein, with implications for metastasis.”. Biochem. Biophys. Res. Commun. 290 (3): 1030—6. PMID 11798178. doi:10.1006/bbrc.2001.6288.
- El Mourabit H; Poinat P; Koster J;  . (2002). „The PDZ domain of TIP-2/GIPC interacts with the C-terminus of the integrin alpha5 and alpha6 subunits.”. Matrix Biol. 21 (2): 207—14. PMID 11852236. doi:10.1016/S0945-053X(01)00198-6.
- Lou X, McQuistan T, Orlando RA, Farquhar MG (2002). „GAIP, GIPC and Galphai3 are concentrated in endocytic compartments of proximal tubule cells: putative role in regulating megalin's function.”. J. Am. Soc. Nephrol. 13 (4): 918—27. PMID 11912251.